# 莫納斯特里謝區
莫納斯特里謝區（烏克蘭語：Монастирищенський район）是位於烏克蘭中部切爾卡瑟州的舊區，首府設於莫納斯特里謝，並於2020年被撤銷。該區面積719.4平方公里，2015年人口36,476，人口密度每平方公里50.7人。
1. ↑  . Міністерство розвитку громад та територій України.   [2022-05-24]. （原始内容存档于2022-02-25） （乌克兰语）.